# 이신우
이신우 (Shinuh Lee, 1969년 2월 15일 ~ )는 대한민국의 작곡가이다.
이신우는 성서에 기록된 죄와 구원을 비롯하여 삶의 근원적인 문제들을 작품에서 주제로 다루고 있는 작곡가이다. 1997년 관현악을 위한 <시편 20편>을 발표한 이후, 바이올린 협주곡 <보이지 않는 손>, 현을 위한 <열린 문>, 피아노를 위한 코랄판타지 1번 <내 백성을 위로하라>, <시편칸타타>, <탄식의 노래> 등 다수의 작품을 통해 이러한 작업에 집중해 왔다. 최근에는 세계 최고의 음악원 중 하나인 영국왕립음악원(Royal Academy of Music)의 2019 Associate of the Royal Academy of Music(ARAM)으로 선정되었다.

## 생애
작곡가 이신우는 서울대 재학 시절(사사: 강석희) 작곡한 트리오 《공간》이 1991년 츄리히 ISCM세계음악제에 당선되면서 작곡가로 입문했다. 이후 영국으로 건너가 왕립음악원과 런던대학교, 서섹스대학에서 마이클 피니시를 사사하였다. 영국 체류기간동안 세계음악제, 가우데아무스 국제작곡콩쿨, 레오날드 번스타인 예루살렘국제작곡콩쿨에 입선하였고, 뮤지칼 타임즈, 코넬리우스 카듀 등의 작곡콩쿨에서 우승하였으며, 한국에서는 대한민국작곡상, 안익태작곡상, 한민족창작음악축전 대상을 비롯해 난파음악상과 문화관광부가 수여하는 오늘의젊은예술가상을 수상하였다. 1999년부터 서울대학교 음악대학 작곡과 교수로 재직하고 있으며 동대학교 음악대학 현대음악시리즈 STUDIO2021의 예술감독으로도 활동 중이다.

## 학력
- 1991년 서울대학교 음악대학 작곡과 졸업
- 1993년 영국 런던 왕립음악원 대학원 디플로마 (DIP.RAM in Composition, Royal Academy of London, U.K.)
- 1994년 영국 런던대학교 석사 (M.Mus in Composition, University of London, U.K.)
- 1998년 영국 서섹스대학 박사 (Ph. D, University of Sussex, U.K.)

## 주요작품
- 현악사중주 'Maek'(1989)
- 목관오중주 '마이크로폴리포니'(1993)
- 첼로 독주곡 '익스프레션'(1993)
- 클라리넷 독주곡 '체인지'(1993)
- 플루우트와 클라리넷, 피아노를 위한 ‘공간’(1990)[4][5]
- 독주 오보에와 앙상블을 위한 ‘아날로지’(1991)[6]
- 대편성 관현악을 위한 '시편20편'(1994-1997, revision 1998)[7]
- 바이올린 협주곡 ‘보이지 않는 손’(2000/2002)
- 피아노 협주곡 ‘기쁨의 노래’(2002/2003, revision 2006)
- 현악합주를 위한 ‘열린 문’(2004)
- 클라리넷과 현악합주를 위한 ‘성경속의 네 장면’(2004)
- 소프라노와 관현악을 위한 ‘투사 삼손’(2003)
- 피아노를 위한 ‘네 개의 소품’(2004)
- 피아노와 현악삼중주를 위한 ‘예수 그리스도의 종 바울’(2005)
- 바이올린 환상곡 ‘주를 찬미하라'(2006)
- 목관오중주 ‘토마스 선교사를 기억하며’(2007)
- 피아노와 현악삼중주를 위한 ‘예수 그리스도의 종 바울’(2005)
- 피아노 코랄 환타지 ‘내 백성을 위로하라’(2007-2009)[8][9]
- 클라리넷과 오케스트라를 위한 협주곡(2009/2010)
- 교향시 '백제'(2009/2010)
- 피아노 모음곡 '알렐루야'(2010)
- 클라리넷과 현악사중주를 위한 '라멘트'(2011)[10]
- 바이올린과 피아노를 위한 '시편소나타'(2011-2012)
- 플루트와 피아노를 위한 '라멘트' (2015)[11]
- 소프라노와 관현악을 위한 '탄식의 노래' (2019)

## 수상경력
- 1989년 서울음악제 입선[12]
- 1990년 창악회 작곡콩쿨 본상
- 1991년 Royal Philharmonic Society Prize 1위, U.K[13]
- 1991년 세계음악제 입선 (ISCM World Music Days, Zurich)
- 1992년 Theodore Holland Composition Prize 1위, U.K.
- 1992년 Musical Times Composition Prize 1위, U.K.[4]
- 1992년 Mosco Carner Composition Prize 본상, RAM, U.K.
- 1992년 Oliveria Prescott Composition Prize 본상, RAM, U.K.
- 1992년 Gaudeamus International Composition Prize 입선 (finalist composer, Amsterdam)
- 1993년 Harvey Lohr Award, RAM, U.K.
- 1997년 안익태 작곡상 대상[14]
- 1997년 Leonard Bernstein Jerusalem International Composing Competition 입선 (finalist composer, Jerusalem, Israel)[15]
- 1998년 세계음악제 입선/ISCM World Music Days, Manchester, U.K.
- 1998년 대한민국 작곡상 우수상[16]
- 2000년 한민족창작음악축전 대상[17]
- 2001년 오늘의 젊은 예술가상: 문화관광부[18]
- 2001년 난파음악상[19]
- 2019년 Associate of the Royal Academy of Music 선정, RAM, U.K.[20][3]